# Everyone You Hold
 (février 2023).
Si vous disposez d'ouvrages ou d'articles de référence ou si vous connaissez des sites web de qualité traitant du thème abordé ici, merci de compléter l'article en donnant les références utiles à sa vérifiabilité et en les liant à la section « Notes et références ».
Albums de Peter Hammill
Sonix
(1996) This
(1998)
Everyone You Hold est le vingt-quatrième album de Peter Hammill, sorti en 1997.

## Liste des titres
1. Everyone You Hold
2. Personality
3. Nothing Comes
4. From the Safe House
5. Phosphorescence
6. Falling Open
7. Bubble
8. Can Do
9. Tenderness[1]